# ا بارکو د بالدئراس
ا بارکو د بالدئراس (به اسپانیایی: O Barco de Valdeorras) یک شهرستان در اسپانیا است که در استان اورنسه واقع شده‌است.

## خصوصیات
ا بارکو د بالدئراس ۸۶ کیلومترمربع مساحت و ۱۴٬۰۵۲ نفر جمعیت دارد و ۳۲۵ متر بالاتر از سطح دریا واقع شده‌است.